# Nothando Vilakazi
Nothando "Vivo" Vilakazi (sinh ngày 28 tháng 10 năm 1988) là một cầu thủ bóng đá của hiệp hội Nam Phi chơi bóng với vị trí là một hậu vệ. Ở cấp độ câu lạc bộ, cô chơi cho Palace Super Falcons. Cô đại diện cho đội bóng đá nữ quốc gia Nam Phi, bao gồm chơi ở cả Thế vận hội Mùa hè 2012 và 2016.

## Sự nghiệp Quốc tế
Cô đã tham gia trận đấu đầu tiên trong màu áo đội tuyển quốc gia trong trận đấu quốc tế với đối thủ là đội bóng Ghana vào năm 2007 Vilakazi là một cầu thủ được sử dụng thường xuyên của đội khi họ được quản lý bởi Vera Pauw. Vilakazi là một thành viên của đội tham gia tranh giải vô địch nữ châu Phi 2012.
Là một thành viên trong đội hình của đội Nam Phi, cô tham gia thi đấu ở cả Thế vận hội Mùa hè 2012 tại London, Vương quốc Anh và Thế vận hội Mùa hè 2016 tại Rio de Janeiro, Brazil. Cô cũng tham gia trong tất cả sáu trận đấu của Nam Phi tại giải đấu năm 2016. Vilakazi đã tiếp tục góp mặt trong các đội tuyển cho quốc gia sau khi chuyển sang dưới sự quản lý Desire Ellis sau Thế vận hội.